# 이인식 (음악인)
이인식(李寅植, ?~?)은 근세 조선(헌종 ~ 고종)의 피리의 명인이다. 본관은 경주로, 자는 ‘성효(聖孝)’이다. 거문고의 대가 이수경(李壽卿)의 할아버지로, 국악의 집안에서 출생하였고, 그의 후손들 중에 훌륭한 국악인이 많이 나왔다. 1847년(고종 13년)에 가전악(假典樂), 1876년(고종 13년)에 전악을 거쳐 악사가 되었다.